# Лакома (дем Неа Пропонтида)
Лакома, още Акманджали или Атманджали (на гръцки: Λάκκωμα, до 1928 година Ακμαντζαλή, Акмандзали), е село в Егейска Македония, Гърция, в дем Неа Пропонтида, административна област Централна Македония. Според преброяването от 2001 година Лакома има 1311 жители.

## География
Лакома е разположено в западната част на Халкидическия полуостров, на 8 километра северно от град Неа Каликратия.

## История
Към 1900 година според статистиката на Васил Кънчов („Македония. Етнография и статистика“) в Атмаджали Махала живеят 310 жители турци.
В 1912 година, по време на Балканската война, в Акманджали влизат гръцки части и след Междусъюзническата война в 1913 година остава в Гърция. След Гръцко-турската война в 1922 година турското му население се изселва. В 1928 година е прекръстено на Лакома.
| Име         | Име          | Ново име  | Ново име  | Описание                                       |
| ----------- | ------------ | --------- | --------- | ---------------------------------------------- |
| Курбина     | Κουρμπίνα    | Аеторахи  | Άετορράχη | възвишение на Ю от Лакома и на И от Неохораки  |
| Кара Топрак | Καρά Τομπράκ | Маврохома | Μαυρόχωμα | местност на ЮЗ от Лакома                       |
| Ясла        | Γιάσλα       | Хлори     | Χλωρό     | възвишение на СИ от Лакома                     |
| Махаладес   | Μαχαλάδες    | Рема      | Ρέμα      | река                                           |
| Цуцукли     | Τσουτσουκλή  | Аплома    | Άπλωμα    | местност на С от Лакома и на И от Като Схолари |